# Edo
Edo (江戸, szó szerint: az öböl kapuja, torkolat) a régi neve Japán fővárosának, Tokiónak.
Japán fővárosa hagyományosan a császár székvárosa, Kiotó volt 1603-ig, amikor megalakult a Tokugava-sógunátus, és az első sógun, Tokugava Iejaszu áthelyezte az államigazgatás központját Edóba. Onnantól kezdve Kiotó csak a reprezentatív, de jure fővárosnak számított, de facto Edo volt Japán fővárosa, a tényleges politikai hatalom központja.
A 16. század végéig jelentéktelen, mocsaras halászfalut Iejaszu megerődítette, majd 1603-ban sóguni székhelyévé tette. 1720-ra lakossága meghaladta az egymilliót, és a város különös, kétlaki jelleget kapott: itt fordult meg leggyakrabban s tartott városi házat (a Jamanotéban, az edói kastély környékén) a katonai arisztokrácia, vagyis a daimjók, de Oszakán kívül itt koncentrálódott az egyre népesebb polgárság (csónin) is (a sitamacsiban, a tengeröböl, a folyók és a Nihombasiból kiinduló utak mentén). Az állandó fejlesztés (a daimjók ez irányú megadóztatása) révén az egész ország motorjává vált, a munkalehetőségek, az egyre újabb iparágak (például a könyvkiadás) tömegével vonzották a vidékieket. Óriási lakosságával (és az ország össztársadalmához képest aránytalanul nagy elitjével) Edo minden városnál meghatározóbb befolyást gyakorolt a modern kor előtti japán társadalomra.
Edót gyakran tizedelte tűzvész, többek között az 1657-ben feltehetően 100 000 áldozatot szedő Meireki no Taika. Az Edo-korszakban körülbelül százszor pusztított tűzvész, amit általában véletlen balesetek idéztek elő. A tűz sebesen terjedt a fából épült, faszénnel fűtött macsiják között. 1600 és 1945 között Edót, illetve Tokiót 25-50 évente sújtotta tűzvész, földrengés, cunami, vulkáni kitörés vagy háború.
1868-ban a sógunátus végével Meidzsi császár átkeresztelte a várost Tokiónak (keleti főváros) és Kiotóból ide helyezte át székhelyét. Tokió ezzel Japán hivatalos fővárosává vált.